# Епископ пакрачки Јосиф
Јосиф (Јован Путник, Нови Сад, 28. децембар 1777. — Темишвар, 4. новембар 1830) је био епископ Српске православне цркве на престолу пакрачких и темишварских владика.

## Живот
Јосиф Путник (у свету Јован) рођен је 1777. године у Новом Саду од родитеља Димитрија судског члана и Марије, рођене Саплонцаи од Теодори. Био је Јован "унук" карловачког митрополита Мојсеја Путника. Породично мађарско племство су добили 1736. године Војислав (Алберт) и Јован Путник из Бачке жупаније. После завршеног универзитета у Пешти, уписао се Јован у Карловачку богословију и завршио је 1798. године. По ондашњој пракси постао је ђакон у целибату при двору
митрополита Стефана (Стратимировића), који је око себе окупљао учене људе.
Монашки чин је примио у манастиру Крушедолу 1800. године. Као поверљива личност по налогу митрополита Стефана (Стратимировића) посредовао је да се Тицанова буна у Срему оконча на миран начин. Извесно време је предавао у Српској православној карловачкој гимназији, као трећи по реду професор, наследивши Петра (Јовановића) и Гедеона (Петровића), који су изабрани за епископе.
После смрти епископа вршачког Јосифа (Јовановића Шакабенте) (19. децембра 1805) постао је мандатар, а потом и администратор удове Епархије вршачке.
Као архимандрит гргетешки, постао је 16. августа 1807. администратор, а 12. јула 1808. године и (тринаести) епископ Пакрачке епархије. Иако је био епископ пакрачки од 1808. до 1828. године, епископ Јосиф је у Пакрацу живео свега једанаест година, јер је девет година живео у Араду, где је, као последњи српски архијереј, администрирао упражњеном Арадском епархијом.
Године 1829. епископ Јосиф је изабран за епископа темишварског. Портретисао га је 1830. године темишварски сликар Сава Петровић. Умро је већ исте 1830. године, 4. новембра, и сахрањен у Вазнесенској саборној цркви у Темишвару.
Епископ Јосиф је био изузетна личност. Главни циљ му је био образовање и просвећивање свештенства, јер од тога самое народа благонравие и изображение происходит. У том циљу је отворио и обавезан интернат за ученике богословског училишта које је било одлично организовано.